# Maison Hunault
La maison Hunault est une maison située à La Guerche-de-Bretagne, en France.

## Localisation
La maison est située sur la commune de La Guerche-de-Bretagne, dans le département d'Ille-et-Vilaine.

## Historique
Le monument est inscrit au titre des monuments historiques le 22 mars 1930.